# Agborkem
Agborkem (ou Agbckem, Abokum, Obokum, Ossidingue) est une localité du Cameroun située dans la Région du Sud-Ouest et le département de la Manyu. Elle est rattachée administrativement à la commune d'Eyumodjock et au canton d'Eyumodjock rural.

## Population
La localité comptait 237 habitants en 1953, 362 en 1967, principalement Ejagham. À cette date elle était dotée d'une école publique créée en 1961 (auparavant catholique).
Lors du recensement de 2005 on y a dénombré 567 personnes.